# Аньялово
Аньялово (рос. Аньялово) — присілок у Всеволожському районі Ленінградської області Російської Федерації.
Населення становить 0 осіб. Належить до муніципального утворення Лесколовське сільське поселення.

## Історія
Від 1 серпня 1927 року належить до Ленінградської області.

## Населення
| 1838 | 1848 | 1862 | 1896 | 1905 | 1926 | 1928 |
| ---- | ---- | ---- | ---- | ---- | ---- | ---- |
| 46   | ↗62  | ↗94  | ↘93  | ↘59  | ↗97  | ↗100 |
| 1939 | 1956 | 1997 | 2007 | 2010 | 2013 | 2017 |
| ↘66  | ↘34  | ↘3   | ↘0   | ↗2   | →2   | ↘0   |